# Roh Tae-woo
Roh Tae-woo (노태우?, No Tae-uRR) (Daegu, 4 de diciembre de 1932-Seúl, 26 de octubre de 2021) fue un militar y político surcoreano que ejerció como presidente de Corea del Sur desde el 25 de febrero de 1988 hasta 25 de febrero de 1993.

## Biografía
Roh Tae-woo nació en Daegu en 1932 durante la ocupación japonesa de Corea en el seno de una familia de clase rural. Cuando estaba en el instituto conoció a Chun Doo-hwan, a quien siempre estuvo ligado. Tras completar la Escuela Superior de Kyongbok en 1955 se graduó en la Academia Militar de Corea por la undécima promoción.
Su progreso dentro del estamento militar fue rápido: en la década de 1960 participó con el contingente surcoreano en la Guerra de Vietnam, siendo consejero militar del gobierno de Vietnam del Sur. Al regresar a su país ascendió hasta comandante de la Brigada Aerotransportada (1974) y general de la unidad de élite (1979). Al mismo tiempo era miembro del Hanahoe (하나회), cámara de poder liderada por el general Chun Doo-hwan. Tras la muerte del presidente Park Chung-hee se mantuvo fiel a Doo-hwan y participó a sus órdenes en el golpe de Estado del 12 de diciembre (por el que tomaron el control de las Fuerzas Armadas) en el golpe del 17 de mayo y en la represión del levantamiento de Gwangju en 1980.
Una vez Chun fue investido presidente de Corea del Sur, Roh abandonó el ejército en 1981 para ocupar diversos puestos en la administración: ministro de Seguridad Nacional (1981), ministro de Deportes (1982), ministro de Interior (1983) y presidente del Comité Organizador de los Juegos Olímpicos de Seúl 1988.

## Presidencia de Corea del Sur
Roh Tae-woo había sido ascendido a líder del Partido de la Justicia Democrática en 1985 y fue el candidato elegido por Chun para sucederle en la presidencia en 1987. En aquella época, las elecciones presidenciales de Corea del Sur solo podían ser votadas por un colegio restringido. Sin embargo, la sociedad surcoreana —que llevaba tiempo movilizada en favor de instituciones democráticas— llevó a cabo desde el 10 de junio marchas diarias para pedir presidenciales por sufragio universal y candidatos opositores, en un movimiento que se conoció como Lucha Democrática de Junio. Finalmente, Chun Doo-hwan anunció el 29 de junio una reforma constitucional democrática.
En las elecciones presidenciales de Corea del Sur de 1987, Roh Tae-woo se mantuvo como el candidato de Justicia Democrática, mientras que los opositores Kim Young-sam y Kim Dae-Jung se presentaron por separado. Aprovechando esa división de la oposición, Roh ganó los comicios con el 36% de los votos y se convirtió en el sexto presidente de Corea del Sur, el primero elegido de forma democrática.
Durante su mandato de cinco años, Roh tuvo que gestionar la transición democrática del país e impulsar las reformas exigidas tanto por las asociaciones civiles como por la oposición, que sumaba mayoría en la Asamblea Nacional de Corea del Sur. Esto le hizo alejarse aún más del estamento militar, cuyo poder político se redujo con una reforma completa de la cúpula. La organización de los Juegos Olímpicos de Seúl 1988 fue muy importante para vender los avances del país al exterior, especialmente en materia económica: el producto interno bruto continuaba creciendo gracias a las exportaciones de las empresas nacionales. Y a nivel internacional se normalizaron las relaciones con las potencias comunistas, la Unión Soviética y la República Popular China, para conseguir la entrada surcoreana en la Organización de las Naciones Unidas el 17 de septiembre de 1991.
Sus últimos años de gobierno estuvieron marcados por manifestaciones estudiantiles que fueron reprimidas con dureza. El cada vez mayor peso de la oposición le llevó a disolver el Partido de la Justicia Democrática en 1990 en una coalición conservadora, el Partido Liberal Democrático, en la que también estaba Kim Jong-pil (miembro del KCIA) y el opositor Kim Young-sam, a la postre candidato. La limitación del mandato presidencial a cinco años hizo que Roh no pudiese presentarse a la reelección. En las elecciones presidenciales de 1992, Kim Young-sam se proclamó vencedor con el 42% de los votos.
Debido a su proximidad a los chaebol, cuyos intereses promovió a cambio de sobornos, acumuló una fortuna de 650 millones de dólares.

## Últimos años
Tras asumir el poder en 1993, Kim Young-sam inició una investigación contra políticos acusados de corrupción durante el mandato de Chun Doo-hwan, en los que el expresidente Roh estaba implicado. En 1995, la fiscalía de Corea del Sur reabrió los casos contra Chun y Roh Tae-woo por tráfico de influencias, su participación en el golpe de Estado de 1979 y en posterior represión del levantamiento de Gwangju.
En 1996 fue condenado a una pena de 22 años de cárcel bajo las acusaciones de traición, amotinamiento y corrupción. Tras recurrir a la Corte Suprema, su sentencia fue rebajaba a 17 años de cárcel y el pago de una cuantiosa multa (262.000 millones de wons). Sin embargo, el expresidente solo cumplió un año de condena; en diciembre de 1997, Kim Young-sam acordó con Kim Dae-Jung concederle la amnistía como gesto de «reconciliación nacional». La sanción económica no fue perdonada y Roh terminó de pagarla en 2013.
Roh Tae-woo falleció el 26 de octubre de 2021 en el Hospital de la Universidad Nacional de Seúl, a los 88 años. Antes de su muerte, mediante su testamento, pidió perdón por la represión del levantamiento de Gwangju en 1980.